# Будро, Брюс
Брюс Будро́ (англ. Bruce Boudreau, родился 9 января 1955 года в Торонто, Канада) — канадский хоккейный тренер. В прошлом был хоккеистом, сыграл 20 сезонов в различных профессиональных лигах, в том числе 141 игру в НХЛ за «Торонто Мейпл Лифс» и «Чикаго Блэкхокс», и 30 матчей в ВХА за «Миннесоту Файтинг Сеинтс». В сезоне 2007/08, возглавляя «Вашингтон Кэпиталз», Будро выиграл «Джек Адамс Эворд» — приз лучшему тренеру сезона.

## Карьера игрока
Большую часть своей карьеры Будро провёл в низших лигах, в основном в АХЛ, и был одним из лучших в списках бомбардиров. Будучи юниором, играл за «Торонто Мальборс» в Хоккейной ассоциации Онтарио, за которую в среднем набирал по 100 очков за сезон. В сезоне 1974/75 годов, своём последнем сезоне среди юниоров, он набрал 165 очков, добавив 44 очка в 27 матчах в розыгрыше Мемориального кубка. В том сезоне он выиграл «Эдди Пауэрс Мемориал Трофи» — приз лучшему бомбардиру Хоккейной лиги Онтарио.
В третьем раунде драфта НХЛ 1975 года Брюса выбрал «Торонто Мейпл Лифс» под общим 42-м номером, однако клуб и Брюс не смогли договориться по контракту новичка, и Будро присоединился к клубу ВХА «Миннесота Файтин Сэйнтз», дебютировав на профессиональном взрослом уровне в 1975 году. За «Миннесоту» он провёл всего один год и вернулся в «Мейпл Лифс». За «Торонто» Будро сыграл 134 матча и набрал 69 очков. Большую часть своего контракта с «Мейпл Лифс» он играл поочередно за фарм-клубы Торонто: «Нью-Брансуик Хокс», «Даллас Блэкхокс», «Цинциннати Тайгерс», «Сент-Катринес Сеинтс».
До 1992 года он сменил несколько клубов и несколько лиг, а в 1992 году, выиграв с «Адирондак Ред Уингз» Кубок Колдера, объявил о завершении карьеры хоккеиста.
В целом за свою карьеру, включая молодёжные команды, Брюс Будро провёл 1456 официальных матчей, в которых забил 752 гола, отдал 1073 результативных передач, набрав в общей сложности 1825 очков при 1004 минутах штрафа.

## Карьера тренера
После завершении карьеры игрока Будро стал весьма успешным тренером. В низших лигах Будро тренировал «Mаскигон Фьюри», «Форт-Уэйн Kометс», «Миссисипи Си Вулвз», «Лоуэлл Дэвилз», «Манчестер Монаркс» и «Херши Беарс».
Под руководством Будро «Херши Беарс» выиграли Кубок Колдера 2006. Через год «Беарс» дошли до финала Кубка Колдера, но проиграли клубу «Гамильтон Бульдогс».
Ранее Будро возглавлял «Миссисипи Си Вулвз» и выиграл титул чемпиона хоккейной лиги Восточного побережья в 1999 году. Также в сезоне 1993/94 Будро вывел «Форт-Уэйн Кометс» в финал Международной хоккейной лиги. В 1994 году Будро был награждён призом Комиссарс Трофи - приз лучшему тренеру сезона в Международной хоккейной лиге.
Будро известен своей словоохотливостью, что принесло ему прозвище «Гэбби». В 2009 году он выпустил свою книгу Гэбби: История хоккейной жизни.

### Вашингтон Кэпиталз

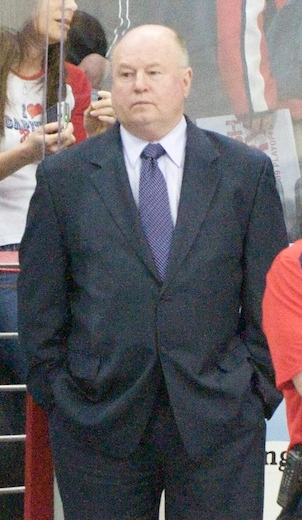

22 ноября 2007 года Будро был назначен исполняющим обязанности главного тренера «Вашингтон Кэпиталз», а 26 декабря стал его полноценным тренером. Он улучшил статистику клуба с 6-14-1 до 37-17-7. Под руководством Будро в сезоне 2007/08 «Вашингтон» впервые за последние семь лет выиграл Юго-Восточной дивизион и попал в плей-офф впервые за последние пять лет. За это в 2008 году он получил Джек Адамс Эворд - приз лучшему тренеру НХЛ.
Бодро развил свой успех в своем втором сезоне. Со статистикой 50-24-8 и 108 очками «Вашингтон» занял второе место в Восточной конференции. В плей-офф команда не смогла пробиться дальше 2-го раунда, уступив в семи матчах «Питтсбургу», будущему обладателю Кубка Стэнли.
В своем третьем сезоне в столице Будро и «Вашингтон» со статистикой 54-15-13 и 121 очками выиграли Президентский Кубок, став лучшей командой регулярного чемпионата. Однако в плей-офф они провалились, уступив в первом раунде «Монреалю» в семи матчах.
После хорошего старта в сезоне 2011/12 «Кэпиталз» попали в затяжной кризис. Они одержали всего четыре победы в 13 матчах ноября, а звёзды клуба Александр Овечкин и Александр Сёмин стали играть значительно хуже из-за оборонительной тактики тренера. Несмотря на предыдущие успехи Будро,  одержавшего свои первые 200 побед за 326 матчей, что стало рекордом НХЛ, руководство клуба приняло решение об отставке тренера. 28 ноября 2011 года Будро был уволен, на его место пригласили бывшего капитана «Вашингтона» Дейла Хантера.

### Анахайм Дакс
Два дня спустя «Анахайм Дакс» пригласил Будро на место недавно уволенного Рэнди Карлайла. Таким образом, Брюс Будро стал самым быстрым тренером в истории НХЛ, кто в кратчайшие сроки после увольнения нашёл новую команду.
В «Анахайме» Будро провёл пять сезонов, в четырёх из них выходил в плей-офф (каждый раз с первого места в Тихоокеанском дивизионе), но максимальным достижением стал финал Западной конференции в 2015 году, где «Анахайм» в семи матчах уступил будущему чемпиону «Чикаго Блэкхокс».
После поражения в первом раунде плей-офф Кубка Стэнли 2016 Будро был уволен с поста главного тренера «Анахайм Дакс».

### Миннесота Уайлд
8 мая 2016 года был назначен главным тренером клуба «Миннесота Уайлд». В сезоне 2016/17 «Уайлд» под руководством Будро заняли 2-е место в Центральном дивизионе, но потерпели поражение в первом раунде плей-офф, проиграв в пяти матчах «Сент-Луису». В следующем сезоне «Миннесота» снова уступила в первом раунде плей-офф, а через год заняла последнее место в дивизионе и вовсе не попала в  плей-офф. Будро укрепил свою репутацию тренера, который добивается результата в регулярном чемпионате, но постоянно проигрывает решающие матчи в плей-офф. 14 февраля 2020 года он был уволен из «Миннесоты».

### Ванкувер Кэнакс
5 декабря 2021 года назначен главным тренером «Ванкувер Кэнакс». После его назначения «Ванкувер» выиграл семь матчей подряд, хотя в предыдущих десяти играх одержал только три победы. За 57 игр сезона под руководством Будро клуб набрал 74 очка (32-15-10) и занял 5 место в Тихоокеанском дивизионе.
Сезон 2022/23 «Ванкувер» начал с рекордной для клуба серии поражений в семи матчах. Затем игра команды несколько выровнялась, но начиная с конца декабря последовал новый спад (всего две победы в 12 матчах). 22 января 2023 года Будро был отправлен в отставку с поста главного тренера.

## Игровая статистика
| Легенда | Легенда                    | Легенда | Легенда                   | Легенда | Легенда    |
| ------- | -------------------------- | ------- | ------------------------- | ------- | ---------- |
| И       | Количество проведённых игр | Штр     | Штрафное время            | +/−     | Плюс-минус |
| Г       | Голы                       | П       | Голевые передачи          | О       | Очки       |
| -       | Статистика неизвестна      | —       | Статистика не учитывалась |         |            |

| ОХЛ         | Торонто Мальборс        | 1972/73     | 61  | 38  | 49  | 87  | 22  | —  | —  | —  | —  | —  |
| ОХЛ         | Торонто Мальборс        | 1973/74     | 53  | 46  | 67  | 113 | 51  | —  | —  | —  | —  | —  |
| ОХЛ         | Торонто Мальборс        | 1974/75     | 69  | 68  | 97  | 165 | 52  | —  | —  | —  | —  | —  |
| САХЛ        | Джонстон Джетс          | 1975/76     | 34  | 34  | 39  | 73  | 66  | 6  | 1  | 1  | 2  | 2  |
| ВХА         | Миннесота Файтин Сэйнтз | 1975/76     | 30  | 3   | 6   | 9   | 4   | —  | —  | —  | —  | —  |
| ЦХЛ         | Даллас Блэкхокс         | 1976/77     | 58  | 37  | 34  | 71  | 40  | 1  | 1  | 1  | 2  | 0  |
| ЦХЛ         | Даллас Блэкхокс         | 1977/78     | 22  | 13  | 9   | 22  | 11  | —  | —  | —  | —  | —  |
| НХЛ         | Торонто Мейпл Лифс      | 1976/77     | 15  | 2   | 5   | 7   | 4   | 3  | 0  | 0  | 0  | 0  |
| НХЛ         | Торонто Мейпл Лифс      | 1977/78     | 40  | 11  | 18  | 29  | 12  | —  | —  | —  | —  | —  |
| НХЛ         | Торонто Мейпл Лифс      | 1978/79     | 26  | 4   | 3   | 7   | 2   | —  | —  | —  | —  | —  |
| НХЛ         | Торонто Мейпл Лифс      | 1979/80     | 2   | 0   | 0   | 0   | 2   | —  | —  | —  | —  | —  |
| НХЛ         | Торонто Мейпл Лифс      | 1980/81     | 39  | 10  | 14  | 24  | 18  | 2  | 1  | 0  | 1  | 0  |
| НХЛ         | Торонто Мейпл Лифс      | 1981/82     | 12  | 0   | 2   | 2   | 6   | —  | —  | —  | —  | —  |
| НХЛ         | Торонто Мейпл Лифс      | 1982/83     | —   | —   | —   | —   | —   | 4  | 1  | 0  | 1  | 4  |
| АХЛ         | Нью-Брансуик Хокс       | 1978/79     | 49  | 20  | 38  | 58  | 22  | 5  | 1  | 1  | 2  | 8  |
| АХЛ         | Нью-Брансуик Хокс       | 1979/80     | 75  | 36  | 54  | 90  | 47  | 17 | 6  | 7  | 13 | 23 |
| АХЛ         | Нью-Брансуик Хокс       | 1980/81     | 40  | 17  | 41  | 58  | 22  | 8  | 6  | 5  | 11 | 14 |
| ЦХЛ         | Цинциннати Тайгерс      | 1981/82     | 65  | 42  | 61  | 103 | 42  | 4  | 3  | 1  | 4  | 8  |
| АХЛ         | Сент-Катрина Сеинтс     | 1982/83     | 80  | 50  | 72  | 122 | 65  | —  | —  | —  | —  | —  |
| АХЛ         | Сент-Катрина Сеинтс     | 1983/84     | 80  | 47  | 62  | 109 | 44  | 7  | 0  | 5  | 5  | 11 |
| АХЛ         | Балтимор Скипджекс      | 1984/85     | 17  | 4   | 7   | 11  | 4   | 15 | 3  | 9  | 12 | 4  |
| DEL-лига    | Изерлон Рустерс         | 1984/85     | 29  | 20  | 27  | 47  | 37  | 3  | 2  | 2  | 4  | 6  |
| НХЛ         | Чикаго Блэкхокс         | 1985/86     | 7   | 1   | 0   | 1   | 2   | —  | —  | —  | —  | —  |
| АХЛ         | Нова Скотия Ойлерс      | 1985/86     | 65  | 30  | 36  | 66  | 36  | —  | —  | —  | —  | —  |
| АХЛ         | Нова Скотия Ойлерс      | 1986/87     | 78  | 35  | 47  | 82  | 40  | 5  | 3  | 3  | 6  | 4  |
| АХЛ         | Спрингфилд Индианс      | 1987/88     | 80  | 42  | 74  | 116 | 84  | —  | —  | —  | —  | —  |
| АХЛ         | Спрингфилд Индианс      | 1988/89     | 50  | 28  | 36  | 64  | 42  | —  | —  | —  | —  | —  |
| АХЛ         | Ньюмаркет Сеинтс        | 1988/89     | 20  | 7   | 16  | 23  | 12  | 4  | 0  | 1  | 1  | 6  |
| ИХЛ         | Финикс Родраннерс       | 1989/90     | 82  | 41  | 68  | 109 | 89  | —  | —  | —  | —  | —  |
| ИХЛ         | Форт-Уэйн Kометс        | 1990/91     | 77  | 34  | 50  | 84  | 100 | 7  | 3  | 4  | 7  | 10 |
| АХЛ         | Адирондак Ред Уингз     | 1991/92     | —   | —   | —   | —   | —   | 4  | 1  | 1  | 2  | 2  |
| Всего в АХЛ | Всего в АХЛ             | Всего в АХЛ | 634 | 316 | 483 | 799 | 418 | 65 | 20 | 32 | 52 | 72 |
| Всего в ВХА | Всего в ВХА             | Всего в ВХА | 30  | 3   | 6   | 9   | 4   | —  | —  | —  | —  | —  |
| Всего в НХЛ | Всего в НХЛ             | Всего в НХЛ | 141 | 28  | 42  | 70  | 46  | 9  | 2  | 0  | 2  | 4  |

## Тренерская статистика
| Лига        | Команда            | Год         | Регулярный сезон | Регулярный сезон | Регулярный сезон | Регулярный сезон | Регулярный сезон | Регулярный сезон                           | Плей-офф                                   | Плей-офф                                   | Плей-офф                                   |
| Лига        | Команда            | Год         | И                | В                | П                | OT               | Очки             | Место в дивизионе                          | В                                          | П                                          | Результат                                  |
| ----------- | ------------------ | ----------- | ---------------- | ---------------- | ---------------- | ---------------- | ---------------- | ------------------------------------------ | ------------------------------------------ | ------------------------------------------ | ------------------------------------------ |
| ИХЛ         | Форт-Уэйн Kометс   | 1993/94     | 81               | 41               | 29               | 11               | 93               | 2-е в Атлантическом                        | 10                                         | 8                                          | Поражение в финале                         |
| ИХЛ         | Форт-Уэйн Kометс   | 1994/95     | 39               | 15               | 21               | 3                | 33               | Уволен в ходе сезона                       | Уволен в ходе сезона                       | Уволен в ходе сезона                       | Уволен в ходе сезона                       |
| ХЛВП        | Миссисипи СиВулвз  | 1996/97     | 70               | 34               | 26               | 10               | 78               | 5-е в Южном                                | 0                                          | 3                                          | Поражение в первом раунде                  |
| ХЛВП        | Миссисипи СиВулвз  | 1997/98     | 70               | 34               | 27               | 9                | 77               | 6-е в Юго-западном                         | В плей-офф не попали                       | В плей-офф не попали                       | В плей-офф не попали                       |
| ХЛВП        | Миссисипи СиВулвз  | 1998/99     | 70               | 41               | 22               | 7                | 89               | 2-е в Юго-западном                         | 14                                         | 4                                          | Победа в Кубке Келли                       |
| АХЛ         | Лоуэлл Дэвилз      | 1999/00     | 80               | 33               | 36               | 11               | 77               | 3-й в Атлантическом                        | 3                                          | 4                                          | Поражение во втором раунде                 |
| АХЛ         | Лоуэлл Дэвилз      | 2000/01     | 80               | 35               | 31               | 14               | 80               | 4-й в Новоанглийском                       | 1                                          | 3                                          | Поражение в первом раунде                  |
| АХЛ         | Манчестер Монаркс  | 2001/02     | 80               | 38               | 28               | 14               | 90               | 2-й в Северном                             | 2                                          | 3                                          | Поражение в первом раунде                  |
| АХЛ         | Манчестер Монаркс  | 2002/03     | 80               | 40               | 23               | 17               | 97               | 2-й в Северном                             | 0                                          | 3                                          | Поражение в первом раунде                  |
| АХЛ         | Манчестер Монаркс  | 2003/04     | 80               | 40               | 28               | 12               | 92               | 2-й в Атлантическом                        | 2                                          | 4                                          | Поражение в первом раунде                  |
| АХЛ         | Манчестер Монаркс  | 2004/05     | 80               | 51               | 21               | 8                | 110              | 1-й в Атлантическом                        | 2                                          | 4                                          | Поражение в первом раунде                  |
| АХЛ         | Херши Беарс        | 2005/06     | 80               | 44               | 21               | 15               | 103              | 2-й в Восточном                            | 16                                         | 8                                          | Победа в Кубке Колдера                     |
| АХЛ         | Херши Беарс        | 2006/07     | 80               | 51               | 17               | 12               | 114              | 1-й в Восточном                            | 13                                         | 6                                          | Поражение в финале                         |
| АХЛ         | Херши Беарс        | 2007/08     | 15               | 8                | 6                | 1                | 17               | В ходе сезона перешёл в Вашингтон Кэпиталз | В ходе сезона перешёл в Вашингтон Кэпиталз | В ходе сезона перешёл в Вашингтон Кэпиталз | В ходе сезона перешёл в Вашингтон Кэпиталз |
| НХЛ         | Вашингтон Кэпиталз | 2007/08     | 61               | 37               | 17               | 7                | 81               | 1-й в Юго-восточном                        | 3                                          | 4                                          | Поражение в первом раунде                  |
| НХЛ         | Вашингтон Кэпиталз | 2008/09     | 82               | 50               | 24               | 8                | 108              | 1-й в Юго-восточном                        | 7                                          | 7                                          | Поражение во втором раунде                 |
| НХЛ         | Вашингтон Кэпиталз | 2009/10     | 82               | 54               | 15               | 13               | 121              | 1-й в Юго-восточном                        | 3                                          | 4                                          | Поражение в первом раунде                  |
| НХЛ         | Вашингтон Кэпиталз | 2010/11     | 82               | 48               | 23               | 11               | 107              | 1-й в Юго-восточном                        | 4                                          | 5                                          | Поражение во втором раунде                 |
| НХЛ         | Вашингтон Кэпиталз | 2011/12     | 22               | 12               | 9                | 1                | (25)             | Уволен в ходе сезона                       | Уволен в ходе сезона                       | Уволен в ходе сезона                       | Уволен в ходе сезона                       |
| НХЛ         | Анахайм Дакс       | 2011/12     | 58               | 27               | 23               | 8                | (62)             | 5-й в Тихоокеанском                        | В плей-офф не попали                       | В плей-офф не попали                       | В плей-офф не попали                       |
| НХЛ         | Анахайм Дакс       | 2012/13     | 48               | 30               | 12               | 6                | 66               | 1-й в Тихоокеанском                        | 3                                          | 4                                          | Поражение в первом раунде                  |
| НХЛ         | Анахайм Дакс       | 2013/14     | 82               | 54               | 20               | 8                | 116              | 1-й в Тихоокеанском                        | 7                                          | 6                                          | Поражение во втором раунде                 |
| НХЛ         | Анахайм Дакс       | 2014/15     | 82               | 51               | 24               | 7                | 109              | 1-й в Тихоокеанском                        | 11                                         | 5                                          | Поражение в финале конференции             |
| НХЛ         | Анахайм Дакс       | 2015/16     | 82               | 46               | 25               | 11               | 103              | 1-й в Тихоокеанском                        | 3                                          | 4                                          | Поражение в первом раунде                  |
| НХЛ         | Миннесота Уайлд    | 2016/17     | 82               | 49               | 25               | 8                | 106              | 2-й в Центральном                          | 1                                          | 4                                          | Поражение в первом раунде                  |
| НХЛ         | Миннесота Уайлд    | 2017/18     | 82               | 45               | 26               | 11               | 101              | 3-й в Центральном                          | 1                                          | 4                                          | Поражение в первом раунде                  |
| НХЛ         | Миннесота Уайлд    | 2018/19     | 82               | 37               | 36               | 9                | 83               | 7-й в Центральном                          | В плей-офф не попали                       | В плей-офф не попали                       | В плей-офф не попали                       |
| НХЛ         | Миннесота Уайлд    | 2019/20     | 57               | 27               | 23               | 7                | (61)             | Уволен в ходе сезона                       | Уволен в ходе сезона                       | Уволен в ходе сезона                       | Уволен в ходе сезона                       |
| Всего в НХЛ | Всего в НХЛ        | Всего в НХЛ | 984              | 567              | 302              | 115              |                  |                                            | 43                                         | 47                                         |                                            |

Примечания к таблице:
1. ИХЛ - Интернациональная хоккейная лига
2. АХЛ - Американская хоккейная лига
3. ХЛВП - Хоккейная лига Восточного побережья
4. НХЛ - Национальная хоккейная лига

## Награды и достижения

### Командные трофеи
- Мемориальный кубок в 1973 и 1975
- Кубок Колдера — 1992, 2006
- Кубок Келли — 1999
- Финалист Кубка Колдера — 2007

### Личные награды
- Попадание во второй состав матча всех звёзд Главной юниорской хоккейной лиги Квебека — 1974
- Эдди Пауэрс Мемориал Трофи — 1975
- Попадание во второй состав матча всех звёзд Центральной хоккейной лиги — 1982
- Попадание в первый состав матча всех звёзд АХЛ — 1988
- Фред Ти Хант Мемориал Эворд — 1988
- Джон Би Солленбергер Трофи — 1988
- Комиссионерс Трофи — 1994
- Джек Адамс Эворд — 2008